# جاكي مورتون
جاكي مورتون (بالإنجليزية: Jackie Morton)‏ (26 فبراير 1914 بشفيلد في المملكة المتحدة - 8 مارس 1986) هو لاعب كرة قدم بريطاني (وحمل سابقاً جنسية المملكة المتحدة لبريطانيا العظمى وأيرلندا) في مركز الهجوم.

## وصلات خارجية
- جاكي مورتون على موقع ناشيونال فوتبول تيمز (الإنجليزية)